# 罗德尼·劳森
罗德尼·劳森（英語：Rodney Lawson，1969年12月2日—），澳大利亚男子游泳运动员，主攻蛙泳。他曾代表澳大利亚参加1990年英联邦运动会游泳比赛，获得男子200米蛙泳银牌。